# Werner Boie (Ingenieur)

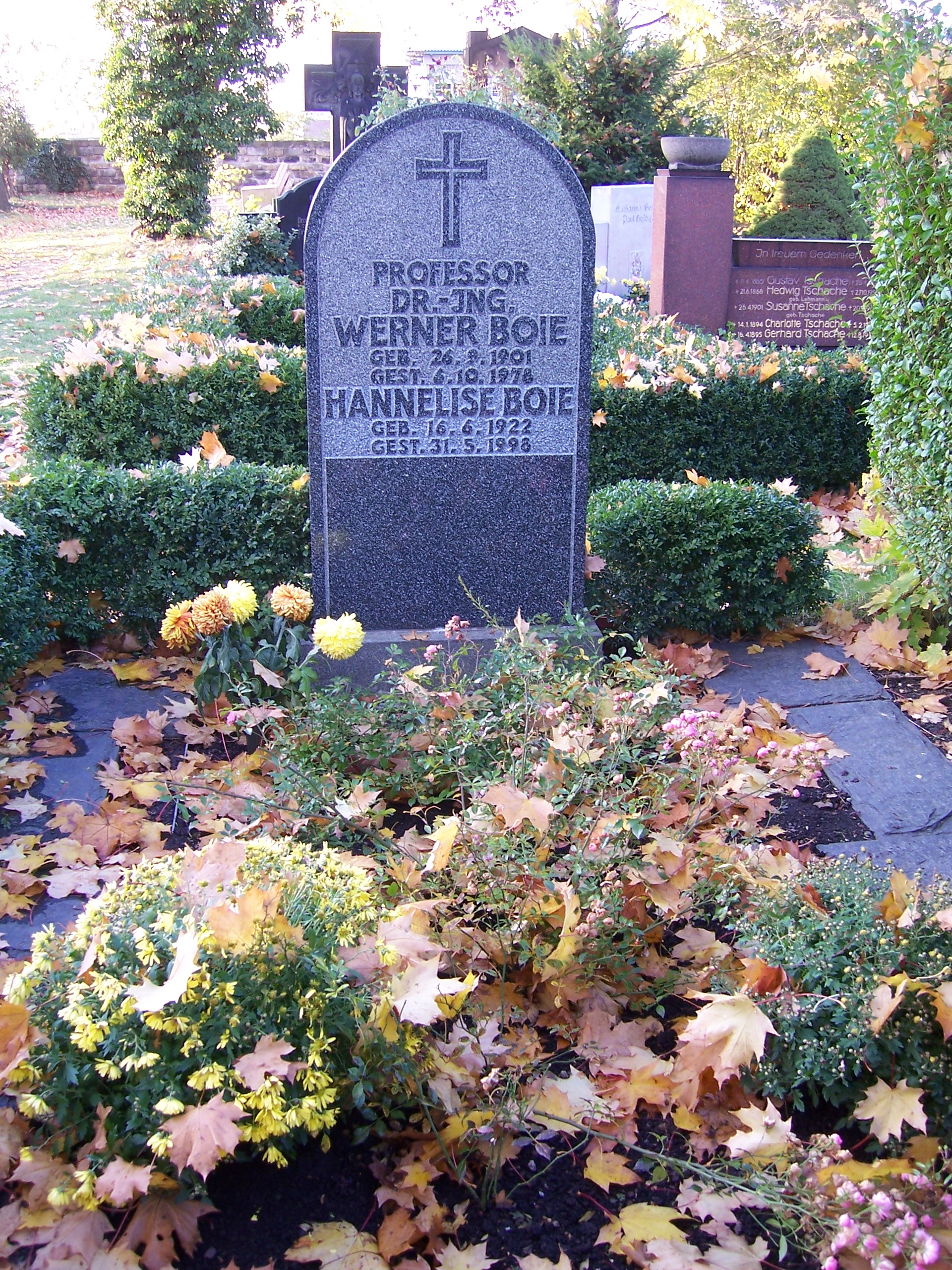
Grab von Werner Boie auf dem Alten Annenfriedhof in Dresden.

Werner Boie (* 26. September 1901 in Dresden; † 6. Oktober 1978 ebenda) war ein deutscher Ingenieur und Hochschullehrer, der vor allem auf dem Gebiet der Verbrennung, Feuerungstechnik und Wärmetechnik tätig war.

## Leben
Werner Boie wurde 1901 in Dresden als Sohn des Betriebsinspektors der städtischen Elektrizitätswerke Arnold Boie geboren. Von 1908 bis 1912 besuchte er die Bürgerschule in Dresden, anschließend von 1912 bis 1921 das Realgymnasium in Dresden. Nach dem Schulabschluss studierte er von 1921 bis 1926 Maschinenbautechnik an der Technischen Hochschule Dresden. Seit 1922 gehörte er der Burschenschaft Cimbria Dresden an. Berufsbegleitend promovierte er 1935 ebenfalls in Dresden mit einer Arbeit zur Berechnung eines J-Hu-t-Diagramms der Brennstoffe aus neuen statistischen Gleichungen.
Nach dem Studium war er zunächst von 1936 bis 1950 in der Industrie tätig als Versuchsingenieur, Bauleiter, Oberingenieur, stellv. Betriebsdirektor bzw. Betriebsdirektor bei der AG Sächsische Werke Böhlen, bzw. Espenhain. Hier wirkte er an einigen bedeutenden technischen Neuentwicklungen mit, wie z. B. dem ersten Strahlungs-überhitzer der Welt im Kraftwerk Böhlen(1931). Besonders seine Zeit in Espenhain kann als innovativ bezeichnet werden. Hier entwickelte dem ersten "Schottenüberhitzer der Welt (1939) und dem ersten hyperbolischen Kühlturm in Deutschland. Nach seiner Tätigkeit als Oberingenieur des Kraftwerkes Espenhain zwischen 1940 und 1945, war er von 1946 bis zu seiner Berufung als Professor an die TH Dresden war er Direktor des Kraftwerkes Espenhain während der Zeit als sowjetische Aktiengesellschaft. Boie war Mitglied in der NSDAP und als Oberingenieur des Kraftwerkes Espenhain für den Einsatz von Kriegsgefangenen, Zwangsarbeiterinnen und Zwangsarbeiter in diesem Bereich zuständig.
Am 1. April 1950 übernahm Boie den Lehrstuhl für Wärmetechnik und Wärmewirtschaft an der Fakultät Maschinenwesen der TH Dresden und wurde Direktor des gleichnamigen Institutes. Diesen Lehrstuhl behielt er 16 Jahre lange bis zu seiner Emeritierung im Jahre 1967. In diese Zeit fiel seine Forschungstätigkeit, vor allem auf dem Gebiet der Verbrennung und Verbrennungsrechnung. Anknüpfend an die Arbeit von Richard Mollier entwickelte Boie auf Basis der wissenschaftliche Grundlagen allgemeingültige, nicht auf einen bestimmten Brennstoff zugeschnittene, dimensionslose Formeln und Diagramme sowie statistisch erfasste, empirische Kennwerte die insbesondere dem praktischen Anwender in der Industrie die Arbeit wesentlich erleichterten. Als besonders anwendungsnahes Werkzeug entwickelte er spezielle Rechenschieber für die Verbrennungstechnik.
Sein 1957 herausgegebenes Buch Vom Brennstoff zum Rauchgas entwickelte sich schnell auch in Westdeutschland zu einem Standardwerk der Verbrennungstechnik. Daneben tätigte Boie nahezu 100 weitere Veröffentlichungen, darunter Beiträge für das Taschenbuch Maschinenbau und die Wärmetechnische Arbeitsmappe des VDI.
Von 1959 bis 1961 war Boie Dekan der Fakultät Maschinenwesen der TU Dresden. Er war auch Mitglied der Akademie der Wissenschaften zu Berlin. Besondere Anerkennung wurde ihm 1968 durch die Verleihung der Ehrendoktorwürde der Technischen Hochschule Magdeburg zuteil.
Boie verstarb nach kurzer Krankheit 1978 in Dresden. Seine Grabstätte befindet sich auf dem Alten Annenfriedhof der Stadt.

## Ehrungen
- 1968 Verleihung der Ehrendoktorwürde durch die TH Magdeburg
- Seit 2008 ist eine Straße im ehemaligen Betriebsgeländes des VEB Kombinat Espenhain ist nach Werner Boie benannt[10]
- Im Rahmen der jährlichen Kraftwerkstechnischen Kolloquium verleiht die TH Dresden einen Werner-Boie-Preis[11][12]

## Zitate
„Obwohl die Menschheit das Feuer als Segen oder Schrecken seit Jahrtausenden kennt, ist der physikalisch-chemische Vorgang der Verbrennung noch recht wenig wissenschaftlich durchdrungen.“

## Werke (Auswahl)
- Berechnung eines J-Hu-t-Diagramms der Brennstoffe aus neuen statistischen Gleichungen, Berlin 1935.
- Bau und Betriebsmerkmale des Kraftwerks Espenhain, in: Energietechnik 2,1955, S. 50–59.
- Vom Brennstoff zum Rauchgas: Feuerungstechn. Rechnen mit Brennstoffkenngrössen u. seine Vereinfachung mit Mitteln d. Statistik. Teubner, Leipzig 1957.